# Malka Adler
Malka Adler (hebräisch מלכה אדלר; * 1945 in Kfar Hittim) ist eine israelische Autorin, Familienberaterin und Dozentin.

## Biografie
Malka Adler wurde 1945 in Kfar Hittim am See Genezareth geboren. Sie studierte an der Bar-Ilan-Universität und verließ diese Hochschule mit einem Magister-Abschluss im Fach Pädagogik. Heute lebt sie in Kfar Saba, arbeitet als Familienberaterin und lehrt am Talpiot College.
Adler ist verheiratet und hat mit ihrem Mann Dror, Gründungsmitglied von The Adler Trio, 3 Kinder. Eines davon ist der Filmregisseur Yuval Adler.

## Werk
- Come Auntie, Let’s Dance (Roman)
- Itcho and Bernard (Roman)
- My Granddad’s Mysterious Friend (Kinderbuch)